# ともすえ葵
ともすえ 葵（ともすえ あおい）は、日本の漫画家。

## 略歴
- 2015年 - 第560回別マまんがスクールにおいてデビュー賞を受賞。デビュー作として『別冊マーガレット』に『きみのとくべつ』が収録された。

## 作品リスト

### 単行本
全て集英社、マーガレットコミックス（DIGITAL含む）から刊行されている。
- ダーリングブルー（2017年7月25日発売[1][2]、『別冊マーガレットsister』2017年1月号 冬フェスVOL.1 - 3月号 冬フェスVOL.3、ISBN 978-4-08-845792-5、全1巻）
  - おんなじ高さで（『別冊マーガレット』2016年2月号別冊ふろく『dcolle』10号）
  - 中2の夏 恋する少年（描きおろし）
- YOU MY BABY[注 1]（2018年11月22日発売[3][4]、『別冊マーガレット』2018年1月号[5] - 4月号、ISBN 978-4-08-844125-2、全1巻）
  - 番外編 5秒後の話（描きおろし）
- きみの世界にいていたい[注 2]（2018年 - 2019年、全4巻）
  1. 2019年11月25日発売[6]（『別冊マーガレット』2019年1月号[7]）
  2. 2019年11月25日発売[8]（『別冊マーガレット』2019年2月号）
  3. 2019年11月25日発売[9]（『別冊マーガレット』2019年3月号）
  4. 2019年11月25日発売[10]（『別冊マーガレット』2019年4月号[11]）
- 運命とか言ってみる[注 3]（2021年、全4巻）
  1. 2021年8月25日発売[12]（『別冊マーガレット』2021年4月号[13]）
  2. 2021年8月25日発売[14]（『別冊マーガレット』2021年5月号）
  3. 2021年8月25日発売[15]（『別冊マーガレット』2021年6月号）
  4. 2021年8月25日発売[16]（『別冊マーガレット』2021年7月号）
- 若葉のこもれび（2023年 - 2024年、全2巻）
  1. 2024年6月25日発売[17]（『別冊マーガレット』2023年11月号[18] - 2024年1月号）
    - ノースリーブでおでかけを（『別冊マーガレット』2020年9月号）

  2. 2024年6月25日発売[19]（『別冊マーガレット』2024年2月号 - 5月号[20]

### 単行本未収録作品
- きみのとくべつ（『別冊マーガレット』2015年2月号） - デビュー作。
- いうなれば甘味（『別冊マーガレット』2015年8月号別冊ふろく『dcolle』4号）
- マイン（『別冊マーガレットsister』2016年6月増刊号 春フェスVOL.2）
- 愛しき王子様（『別冊マーガレットsister』2015年11月増刊号 秋フェス02）
- その顔が見たくて（『別冊マーガレット』2016年8月号別冊ふろく『夏の恋しよう!』）
- shoot me down!（『別冊マーガレット』2019年10月号別冊ふろく『私だけのヒーロー!』）
- だってただの女の子なんだ[21]（『別冊マーガレット』2020年2月号）
- 友達をやめる日（『別冊マーガレット』2020年4月号別冊ふろく『恋愛初心者』）
- 机の上の端っこの（『別冊マーガレット』2022年3月号）
- 酸いも甘いもこいつがいれば（『別冊マーガレット』2022年4月号別冊ふろく『別マ BABY』vol.16）
- 月がきれいにみえるから[22]（『別冊マーガレット』2022年9月号）
- 見て、言って、伝えて。[23][24]（『別冊マーガレット』2022年12月号）
- ワンダーベリー（作画：四元シマコ、『別冊マーガレット』2025年2月号[25]） - 原作担当[25]。
- しあわせのひとくち（レシピ監修：鈴鹿梅子、『別冊マーガレット』2025年8月号[26] - ）

### その他
- ベツマカルチャークラブ 私のスクールDAYS!（『別冊マーガレット』2015年8月号）
- 『りんごのパウンドケーキ』別マニアックTOWN 別マ作家の癒し飯（『別冊マーガレット』2017年8月号）